# Tridens melanops
Tridens melanops là một loài cá da trơn trong họ Trichomycteridae, and loài duy nhất trong chi Tridens. This fish có nguồn gốc từ Amazon River basin in Brasil.